# تشيستر غايلورد
تشيستر غايلورد (بالإنجليزية: Chester Gaylord)‏ هو مغني أمريكي، ولد في 24 فبراير 1899، وتوفي في 1 يوليو 1984.